# 拉里莎·奥利韦拉
拉里莎·马丁斯·德奥利韦拉（葡萄牙語：Larissa Martins de Oliveira，1993年2月16日—），巴西女子游泳运动员，2014年世界短池游泳锦标赛混合4×50米混合泳接力金牌得主和混合4×50米自由泳接力铜牌得主、2016年世界短池游泳锦标赛混合4×50米混合泳接力银牌得主。